# Сойерс, Роберто
Роберто Сойерс Фуртадо (исп. Roberto Sawyers Furtado; род. 17 октября 1986, Сан-Хосе) — коста-риканский легкоатлет, специалист по метанию молота. Выступает за сборную Коста-Рики по лёгкой атлетике с 2004 года, обладатель бронзовой медали Игр Центральной Америки и Карибского бассейна, многократный чемпион Центральной Америки, победитель и призёр первенств национального значения, действующий рекордсмен страны, участник летних Олимпийских игр в Рио-де-Жанейро.

## Биография
Роберто Сойерс родился 17 октября 1986 года в Сан-Хосе, Коста-Рика.
Впервые заявил о себе на международном уровне в сезоне 2004 года, когда вошёл в состав коста-риканской национальной сборной и выступил на юниорском первенстве Центральной Америки и Карибского бассейна в Коацакоалькосе, где в зачёте метания молота стал серебряным призёром. Также в этом сезоне участвовал в чемпионате Центральной Америки в Манагуа: взял бронзу в толкании ядра и метании диска, получил серебро в метании молота.
В 2005 году выиграл серебряную и бронзовую медали в метательных дисциплинах на домашнем чемпионате Центральной Америки в Сан-Хосе, занял шестое место на юниорском панамериканском первенстве в Уинсоре.
В 2006 году был девятым на молодёжном первенстве NACAC в Санто-Доминго.
В 2007 году одержал победу в метании диска и молота на центральноамериканском чемпионате в Сан-Хосе, стал бронзовым призёром на чемпионате NACAC в Сан-Сальвадоре, показал 12-й результат на Панамериканских играх в Рио-де-Жанейро.
На чемпионате Центральной Америки 2009 года в Гватемале трижды поднимался на пьедестал почёта: завоевал золото среди дискоболов, получил серебро в толкании ядра и метании молота. Также был пятым на чемпионате Центральной Америки и Карибского бассейна в Гаване.
В 2010 году закрыл десятку сильнейших на иберо-американском чемпионате в Сан-Фернандо, занял четвёртое место на Играх Центральной Америки и Карибского бассейна в Маягуэсе.
В 2011 году победил во всех трёх дисциплинах на центральноамериканском чемпионате в Сан-Хосе, стал серебряным призёром на чемпионате Центральной Америки и Карибского бассейна в Маягуэсе, был седьмым на Панамериканских играх в Гвадалахаре.
На чемпионате Центральной Америки 2012 года в Манагуа выиграл золотую и две серебряные медали, тогда как на иберо-американском чемпионате в Баркисимето расположился на четвёртой позиции.
В 2013 году добавил в послужной список две серебряные награды, полученные на Центральноамериканских играх в Сан-Хосе. Победил в метании молота на чемпионате Центральной Америки и Карибского бассейна в Морелии.
В 2014 году занял четвёртое место на иберо-американском чемпионате в Сан-Паулу, стал серебряным призёром на Панамериканском спортивном фестивале в Мехико и бронзовым призёром на Играх Центральной Америки и Карибского бассейна в Веракрусе.
В 2015 году занял седьмое место на Панамериканских играх в Торонто, пятое место на чемпионате NACAC в Сан-Хосе, выступил на чемпионате мира в Пекине.
В июне 2016 года на соревнованиях в чешском Либереце установил ныне действующий национальный рекорд Кубы в метании молота — 77,15 метра. Выполнив олимпийский квалификационный норматив (77,00), благополучно прошёл отбор на летние Олимпийские игры в Рио-де-Жанейро — здесь на предварительном квалификационном этапе метнул молот на 70,08 метра, чего оказалось недостаточно для выхода в финал.
После Олимпиады в Рио Сойерс остался действующим спортсменом на ещё один олимпийский цикл и продолжил принимать участие в крупнейших международных стартах. Так, в 2018 году он занял четвёртое место на Играх Центральной Америки и Карибского бассейна в Барранкилье, одержал победу на чемпионате NACAC в Торонто, взял бронзу на иберо-американском чемпионате в Трухильо.
В 2019 году был девятым на Панамериканских играх в Лиме, отметился выступлением на чемпионате мира в Дохе.